# Anthidium collectum
Anthidium collectum là một loài ong trong họ Megachilidae loài sâu cắt lá.
Chúng phân bố ở Trung Mỹ và Bắc Mỹ.

## Đồng âm
Đồng âm của loài này gồm:
- Anthidium compactum_homonym Provancher, 1896
- Anthidium angelarum Titus, 1906
- Anthidium transversum Swenk, 1914
- Anthidium puncticaudum Cockerell, 1925
- Anthidium collectum bilderbacki Cockerell, 1938
- Anthidium catalinense Cockerell, 1939
- Anthidium clementinum Cockerell, 1939